# Покровка Вторая
Покро́вка Втора́я (Покровское, Демидово) — деревня в Ливенском районе Орловской области, входит в Речицкое сельское поселение.

## Географическое положение
Покровка Вторая расположена в Ливенском районе Орловской области на автотрассе Р119 Орёл — Тамбов. Западнее деревни проходит граница с Покровским районом, северо-западнее — с Верховским районом Орловской области.

## Демография
По состоянию на 2010 год численность населения деревни составляет 410 жителей. В деревне имеются четыре 18-квартирных жилых дома.

## Достопримечательности
Из ближайших достопримечательностей следует отметить церковь Покрова Пресвятой Богородицы, построенную в 70—90 годы XIX века. Она находится с южной стороны деревни на территории села Покровка Первая. В настоящее время проводится восстановление храма.

## Транспорт и связь
По территории деревни проходит трасса Орёл — Тамбов Р119, которая связывает её с областным и районным центрами.
В качестве общественного транспорта действует автобусное сообщение с Ливнами и маршрутное такси.
В деревне работают 4 сотовых оператора Орловской области:
- МТС
- Билайн
- Мегафон
- TELE2

## История
Деревня возникла как выселки села Покровка Первая, которые появились в связи с ростом движения в направлении Орёл—Ливны. В разное время деревня именовалась: Речица Верхняя Покровская, Демидово, Покровское. После административного выделения стала именоваться Покровка Вторая, в отличие от села Покровка Первая, примыкающего с южной стороны:237-239.

Когда лет 10—15 назад мне случалось проезжать из посёлка Покровское на Ливны, в этом месте, при въезде в населённый пункт, был расположен  указатель: с. Демидово. Но в настоящее время его заменили на другой – «Покровка». Я потратил некоторое время, чтобы разобраться как с названиями, так и с историей заинтересовавшего меня селения. Оказалось, что в метрических книгах храма Покрова Пресвятой Богородицы село имело название Покровское (Речица тож). В справочном издании «Волости и важнейшие селения Европейской России. Выпуск I», изданном в 1880 году в Санкт-Петербурге, его именуют Покровское (Демидово, Верх-Речицы). В наши годы (конец XX — начало XXI века) местные жители предпочитали (да и до сих пор это название в ходу) именовать село как «Демидово».  Некоторое время, вплоть до конца первого десятилетия XXI века существовал здесь СПК «Демидовский» (сельскохозяйственный производственный кооператив). Однако, как ни странно, на смену этим трём вариантам названия села пришло четвёртое, искажённое, просторечное, но приглянувшееся администраторам и составителям справочников и карт – Покровка (сокращение от «Покровского» — А.П.). 

А теперь, читатель, перехожу, собственно к истории, поскольку она чрезвычайно интересна. И начну с материала журналиста «Орловской правды» Александра Мазалова, который был опубликован в газете  12 октября 2012 года под названием «Тайна господина Инкогнито».  Корреспондент  в своём очерке описал, как он, по письму одного из местных жителей, побывал в деревне Покровка Вторая и выяснял подробности, связанные с находкой, сделанной там в 80-е годы XX века. Находкой оказался «склеп, сложенный из старинного красного кирпича, который находился на глубине 1,5–2 метров под землей». Когда кто-то из жителей рискнул забраться внутрь, то обнаружил «дубовый гроб, в котором покоился офицер, а все было усыпано жженой известью. Труп мумифицировался – известь не дала ему полностью истлеть».Александр Мазалов написал, что, «по словам местных жителей, до сегодняшнего дня захоронение не изучили ни историки, ни археологи, ни краеведы. А яма, оставшаяся на месте склепа, теперь захламлена мусором. Останки офицера и его мундир по сей день, похоже, зарыты в плотину».Кто же он был, этот неизвестный офицер? В Покровке несколько раз заходили разговоры  и тогда, и позже о купцах Демидовых, которые здесь когда-то жили. Не буду дальше пересказывать содержание статьи – читатель и сам может с ней ознакомиться. А вот по поводу того, кто  же был тот офицер в эполетах, похороненный у старой, разрушенной до основания,  церкви, попробую сделать предположения...Начну с того, что Демидовы, владевшие землями в окрестностях современного села Покровка Первая и деревни Покровка Вторая, купцами никогда не были. Это достаточно известный на Орловщине дворянский род, не имеющий, правда, никакого отношения к знаменитым горнозаводчикам и оружейникам.Основатель рода, Василий Иванович Демидов, получивший дворянство от царицы Елизаветы Петровны в 1750 году, был советником кабинета императрицы, известным блюстителем нравственности и борцом с проституцией. Он  дослужился до чина действительного статского советника и стал  первым владельцем имения в Ливенском уезде, в верховье ручья Речицы (в нём числилось 113 душ крестьян мужского пола).Его внук,  Алексей Иванович Демидов,  генерал-лейтенант флота, служил при адмиралтействе. И хоть с 1795 года по 1797 год Алексей Иванович  являлся предводителем дворянства Новгородской губернии, но и в Дворянскую родословную книгу Орловской губернии он со своими детьми  тоже был внесён. В  ливенском имении Покровское, доставшемся по наследству, генерал-лейтенант не только жил в летние месяцы, но  имел здесь огромную библиотеку, где хранились, кроме книг, старинные рукописи и карты, документы о коронации царственных особ. А. И. Демидов умер  в 1826 году и похоронили его в Петербурге.У Алексея Ивановича Демидова остались  два сына: Александр Алексеевич (старший) и Дмитрий Алексеевич (младший).Александр Демидов получил образование в Пажеском Его Императорского Величества Корпусе, откуда поступил на службу в лейб-Гренадерский (позже – лейб-Гвардии Гренадерский полк) в 1808 году – прапорщиком.Потом служил в Камчатском и Нарвском пехотном полках. Участвовал в русско-турецкой войне 1806-1812 годов (был в походах 1811 года в Молдавии и Валахии при генерал-майоре Воронцове). За отличие в сражении с турками при Рущуке 22 июня 1811 года, где османами командовал сам визирь, подпоручик Демидов удостоился монаршего благоволения за проявленную храбрость. Русскому войску под руководством М. И. Кутузова, имевшему 15 тысяч штыков, удалось тогда нанести поражение 60-тысячной турецкой армии и уничтожить крепость Рущук. Затем, уже во время Заграничных походов Русской армии, подпоручик А. А. Демидов участвовал в осаде крепости Модлин (территория Варшавского герцогства, с 9 по 22 июля 1813 года) и в сражении 6—7 октября  1813 года у города Лейпцига. В последнем сражении он был «ранен в щёку навылет с выбитием пяти зубов и за оказанное отличие награждён чином поручика»... 3 марта 1816 года Александр Демидов был уволен из армии «по ранению, штабс-капитаном, с мундиром и пенсионом полного жалованья»... Выйдя в отставку, 25 апреля 1820 года в Казани он сочетался браком с Маргаритой Порфирьевной Молоствовой. Сначала у молодых родилась дочь Екатерина, а когда 20 сентября 1826 года появился на свет  сын Александр, то семья поселилась в ливенском имении Покровское, получив его в наследство после смерти  генерала Демидова. Но мирная сельская жизнь продлилась только 6 лет: штабс-капитан Александр Алексеевич Демидов скоропостижно скончался в 1832 году.О месте захоронения его до недавнего времени ничего известно не было. А вот о жене, Маргарите Порфирьевне, пережившей супруга почти на полвека, мы знаем, что она умерла 10 октября 1876 года и похоронена была в селе Покровское, в имении мужа и своём собственном. И, с учётом находки в селе Покровка Первая того самого склепа, рискну предположить, что обнаруженное местными жителями захоронение принадлежало как раз штабс-капитану, герою войн с турками и французами,  Александру Демидову. Хорошо было бы, конечно,  увидеть его мундир, который он имел право носить и в отставке. Но теперь, наверное, это нереально.О малолетних детях умершего позаботился их дядя, Дмитрий Алексеевич Демидов, только-только вышедший в отставку и ставший их официальным опекуном. Дмитрий Демидов был  известной, даже в российских масштабах, личностью. Обучаясь в Морском корпусе, уже с 15-летнего возраста он начал плавать на кораблях Балтийского флота, став вначале гардемарином, а в 18 лет - мичманом. С 4 июня 1819 года по 24 июля 1821 года, на  шлюпе «Восток», Дмитрий Демидов участвовал в знаменитом кругосветном плавании под командованием Крузенштерна.   Экспедиция продолжалась 751 день; пройдено всего было 86475 вёрст, открыто  двадцать девять островов и – последний из земных материков, Антарктида! Лейтенанта Демидова удостоили за плавание ордена Святого Владимира 4-й степени. В последующие годы он командовал другими кораблями, в 1830 году  был  произведён в капитан-лейтенанты, а в 1832 году  уволен со службы с чином капитана  флота  2 ранга.       Уйдя в отставку, Дмитрий Алексеевич поселился на постоянное место жительство в   Малоархангельском имении, где в 50-е годы XIX века  местные дворяне избирали  его уездным предводителем. Но регулярно приезжал он и в свои ливенские владения, где подолгу живал, вплоть до 1861 года, заботясь о хозяйстве и родных племянниках. Точной даты смерти и места захоронения Дмитрия Алексеевича Демидова мы  не знаем.Предположу, что когда в селе Покровское (Демидово)  в 70-е годы XIX века начали строить новую церковь, то, вполне возможно, к этому имели отношение и Демидовы: Дмитрий Алексеевич и Маргарита Порфирьевна. И не для них ли создавались  два склепа – непосредственно под храмом и под алтарём, сохранившиеся до настоящего времени, но разграбленные?  Александр Полынкин